# Topo Gigio, die Weltraummaus
Topo Gigio, die Weltraummaus (Einblendung als „Topo Gigio – Die Weltraum-Maus“; japanisch 夢見るトッポ・ジージョ Yume Miru Toppo Jījo, deutsch ‚träumende Topo Gigio‘) ist eine 34-teilige japanische Anime-Serie aus dem Jahr 1988, produziert von Nippon Animation. Die Serie basiert auf einer italienischen Kindersendung mit Puppen aus den 1960ern.

## Die Figur
Die Figur wurde 1958 von Maria Perego erfunden und wurde in einem Kostüm von Giuseppe (Peppino) Mazzullo gespielt. Die Maus war im Fernsehen wie auch in Magazinen, Cartoons und als Merchandising verbreitet. Nachdem die Serie in den USA in der Ed Sullivan Show gezeigt wurde, wurde sie weltweit bekannt. So wurde sie auch in Lateinamerika und Japan gezeigt. Die Figur tritt noch regelmäßig bei Zecchino d’Oro auf sowie auch bei anderen Programmen von Radiotelevisione Italiana. 1965 wurde der Film Le Avventure di topo Gigio in Italien und anderen Ländern in den Kinos gezeigt. Ferner begleitete Topo Gigio im Jahre 1964 unter dem Namen „Mäuserich Mike Molto“ die Fernseh-Unterhaltungsschau „Musik aus Studio B“ mit Chris Howland.

## Andere Adaptionen
Am 20. Juni 1967 erschien der Film Topo Gigio no Botan Sensō (japanisch トッポ・ジージョのボタン戦争 ‚Topo Gigios Krieg auf Knopfdruck‘) des Regisseurs Kon Ichikawa.
1988 folgte die Anime-Fernsehserie von Nippon Animation Yume miru Topo Gigio. Zwischen dem 9. Juli 2003 und dem 31. März 2004 erschien auf Kids Station eine 38-teilige weitere Anime-Serie namens Topo Gigio Gekijō (japanisch トッポ・ジージョ劇場 ‚Topo-Gigio-Theater‘), die bei ihrer DVD-Veröffentlichung um 6 weitere Folgen ergänzt wurde.